# Rhipidia nigrorostrata
Rhipidia nigrorostrata är en tvåvingeart. Rhipidia nigrorostrata ingår i släktet Rhipidia och familjen småharkrankar.

## Underarter
Arten delas in i följande underarter:
- R. n. muzoensis
- R. n. nigrorostrata